# Карадиган
Карадига́н (рос. Карадыган, башк. Ҡарадигән) — присілок у складі Зіанчуринського району Башкортостану, Росія. Входить до складу Бікбауської сільської ради.
Населення — 20 осіб (2010; 39 в 2002).
Національний склад:
- росіяни — 64%
- башкири — 35%